# سكر (باكستان)
سَکَّر (بالهندستانية: سکھر) مدينة باكستانية بلغ عدد سكانها 476776 نسمة.

## أعلام
- ميهيرا ايراني